# Pseudovates bidens
Pseudovates bidens es una especie de mantis de la familia Mantidae.

## Distribución geográfica
Se encuentra en Brasil y Jamaica.